# 曹宇光
曹宇光（1964年11月—），男，汉族，吉林公主岭人，中华人民共和国政治人物，曾任吉林省人力资源和社会保障厅厅长、党组书记，中共吉林省委组织部副部长（兼），现任吉林省政协副主席。